# آدشته
آدشته روستایی در دهستان جاورسیان بخش قره چای شهرستان خنداب استان مرکزی ایران است این روستا در همسایگی روستای درمن قرار دارد
.
ریشه نام آدشته= آتشکده که به مرور زمان به آتش ده و آدشته تغییر یافته‌است.

## جمعیت
بر پایه سرشماری عمومی نفوس و مسکن در سال ۱۳۹۵ جمعیت این روستا ۸۳۶ نفر (۳۰۲خانوار) بوده‌است.